# Siward
Siward (o Sigweard; XI secolo – 1075) è stato un vescovo medievale di Rochester.

## Biografia
Siward era abate dell'abbazia di Chertsey, un'abbazia benedettina nel Surrey prima di essere scelto per la sede di Rochester. Fu consacrato nel 1058. Morì nel 1075. La sua morte fu commemorata il 30 ottobre, quindi probabilmente morì in quella data nel 1075. Dopo la nomina di Lanfranc a arcivescovo di Canterbury, il nuovo arcivescovo trovò solo quattro canoni a Rochester sotto l'autorità di Siward.

## Genealogia episcopale
La genealogia episcopale è:
- Arcivescovo Stigand
- Vescovo Siward